# Air Bangladesh
Air Bangladesh — упразднённая авиакомпания Бангладеш со штаб-квартирой в Дакке, работавшая в сфере чартерных грузовых перевозок в Юго-Восточной Азии.
Портом приписки авиакомпании являлся международный аэропорт Шахджалал в Дакке.

## История
Авиакомпания была основана в 2000 году и расформировалась уже в 2005 году.
Air Bangladesh была включена в список авиакомпаний с запретом на полёты в страны Евросоюза по причинам наличия проблем с обеспечением авиационной безопасности и отсутствием прозрачности в операционной деятельности (включая и отсутствие деклараций на перевозимые грузы).

## Флот
За всю историю своей деятельности Air Bangladesh эксплуатировала один самолёт Boeing 747-269B(SF) (регистрационный S2-ADT). После банкротства перевозчика лайнер перешёл в распоряжение американской грузовой авиакомпании Kalitta Air.